# Antholzer See

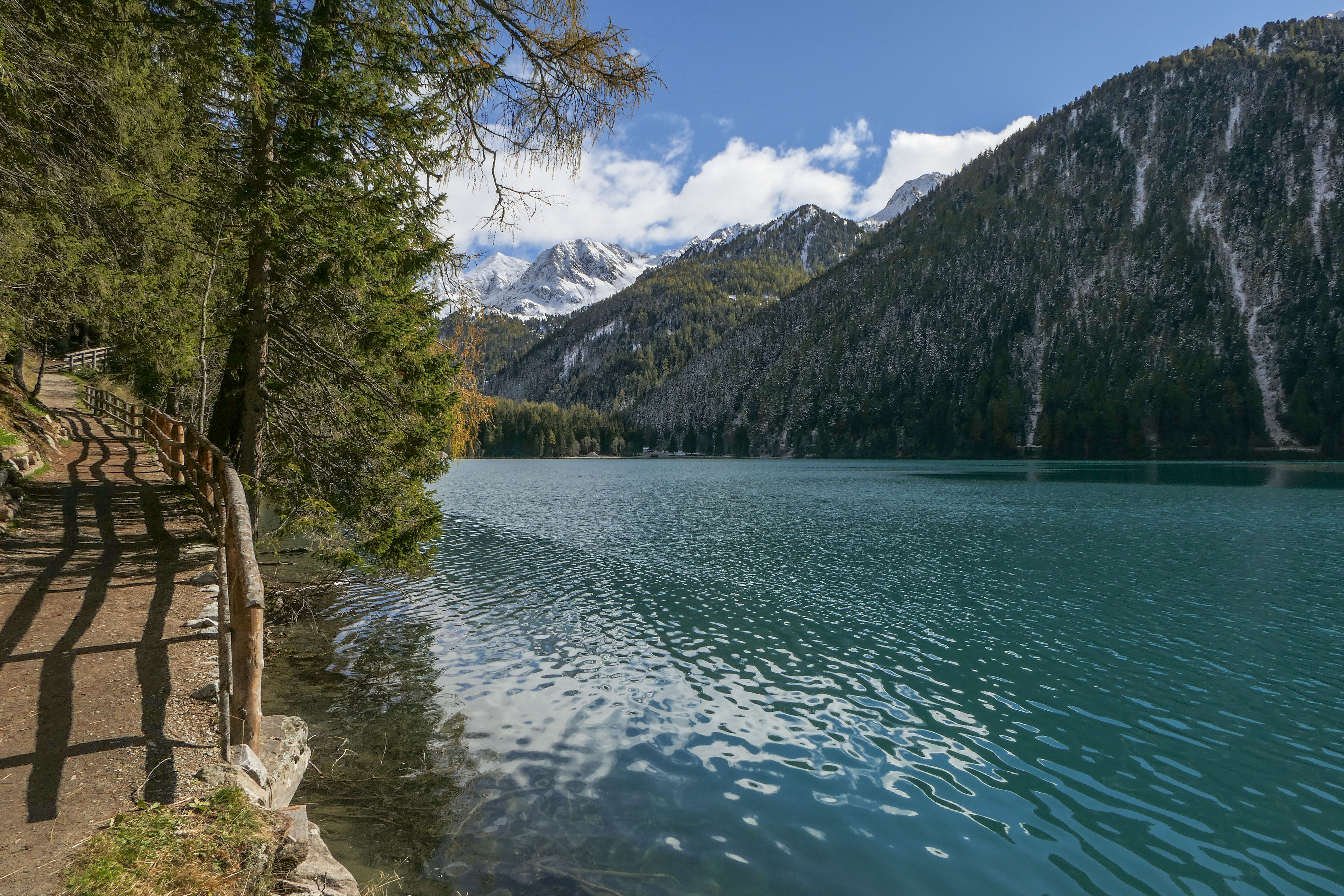
See und Rundweg mit Blickrichtung Nordosten. Die Gipfel im Hintergrund sind die nördlichen Ausläufer der Rieserfernergruppe.

Der Antholzer See (italienisch Lago di Anterselva) ist ein Bergsee am Ende des Antholzer Tals in der italienischen Provinz Südtirol, nahe der Grenze zu Österreich am Staller Sattel. Er ist im Naturpark Rieserferner-Ahrn unter Schutz gestellt.
Der See gehört zur Gemeinde Rasen-Antholz, liegt auf 1642 Metern Höhe, hat eine maximale Tiefe von 38 Metern und umfasst eine Fläche von 44 Hektar.
Der See kann in ca. einstündiger Wanderung – zumeist durch Waldgebiet führend – umrundet werden. Auf dem als Naturerlebnispfad eingerichteten Rundweg erhält man dabei viele Informationen zur heimischen Flora und Fauna, welche auf Schautafeln oder auf spielerische Weise entlang des Weges dargestellt sind.
Neben dem See befindet sich das Biathlon-Stadion Südtirol Arena, für das Antholz europaweit bekannt ist. Hier wurden bereits fünf Biathlon-Weltmeisterschaften ausgetragen, letztmals die Biathlon-Weltmeisterschaften 2020. Außerdem werden rund um den Antholzer See jährlich Biathlon-Weltcuprennen ausgetragen. Die Strecken liegen auf rund 1600 m und sind damit die höchstgelegenen im Biathlon-Weltcup.
Über die Entstehung des Sees gibt es eine bekannte Sage: Einst sollen hier drei stattliche Bauernhöfe gestanden haben. Als an einem Kirchtag ein Bettler um Almosen bat, wiesen ihn die Bewohner der Bauernhöfe hartherzig und ohne milde Gabe ab. Darauf soll der Bettler gedroht haben, dass hinter den Häusern eine Quelle entspringen werde. Und keine drei Tage später begann dort eine neue Quelle zu sprudeln, und das Wasser überflutete in der Folge die drei Bauernhöfe: Der Antholzer See war entstanden.